# The Amsterdams
The Amsterdams este o formație de indie rock românească, din București, înființată în anul 2005. Componența actuală îi cuprinde pe Andrei Hațegan (voce, clape), Andrei Ungureanu (chitară), Ovidiu Bejan (chitară, voce), Dragoș Crifca (bas) și Gabriel Ciocan (baterie).
Formația a concertat în țări precum Marea Britanie, Franța, Spania, Olanda, Italia, Ungaria și Cehia și a cântat în deschiderea concertelor unor trupe precum The Cranberries, Handsome Furs și Wolf Parade.
Până în 2016, The Amsterdams a lansat un EP, patru albume de studio și unsprezece videoclipuri. Cel de-al doilea album de studio al lor, Electromagnetica, a fost masterizat de Harris Newman (cunoscut și pentru colaborările cu Wolf Parade și Arcade Fire) și îl are ca invitat pe Dan Boeckner, care cântă la chitară pe piesa „This Burial Ground's For Two”.

## Istorie

### Primii ani (2005-2007)
Formația The Amsterdams a luat naștere la începutul anului 2005, la inițiativa lui Andrei Hațegan. Primul membru cooptat a fost Andrei Ungureanu, care s-a alăturat lui Hațegan ca urmare a unui anunț dat de acesta din urmă. Ambii muzicieni manifestau o preferință deosebită pentru curentul muzical britanic, mai ales pentru formații precum Radiohead, The Smashing Pumpkins, Travis, Oasis sau The Stone Roses. În scurt timp, celor doi li s-au alăturat basistul Dan Olaru și bateristul Vlad Stoica. Numele formației a fost inspirat din dorința de a sugera o mai mare libertate din punct de vedere artistic față de restul formațiilor ce activau la acea vreme pe scena alternative românească. Sau, după cum explica Andrei Hațegan:

„Am vrut în primul rând un nume care să nu sune a apelativ de băiat crescut în România, cum deja mai erau prin zonă. Cum nu eram adepții titulaturilor grele, de garaj, subsol, de diferite elemente chimice sau de înmormântare, ne-am gândit că cel mai bine ne-ar sta un nume care să exprime ideea de spirit liber în toate sensurile ei, așa că Amsterdams a venit de la sine. Iar The a apărut firesc, să se știe că suntem acei amsterdami... Singurii!”

Formația a susținut primul concert în februarie 2006, la clubul Big Mamou din București. În vara aceluiași an, Vlad Stoica și Dan Olaru au părăsit The Amsterdams în urma unor divergențe de ordin muzical, și au format The Guillotines. Ulterior, Olaru a fost înlocuit de Augustin Nicolae, celor trei membri alăturându-li-se apoi și chitaristul Ovidiu Bejan. Formația a întâmpinat însă dificultăți în găsirea unui toboșar, lucrând pe parcursul următoarelor luni cu treisprezece bateriști; în cele din urmă, Alex Ghiță a fost cooptat drept membru permanent.
În anul 2007, The Amsterdams a înregistrat două piese, „Taking Care Of Anna” și „Fireworks”. Melodia „Taking Care Of Anna” a fost difuzată intensiv pe postul de radio 89FM, cealaltă piesă fiind inclusă pe compilația „The Next Dog Desert Island Selection”, produsă de Roadrunner Music. În același an, formația a fost invitată la cea de-a treia ediție a festivalului UnderLondon2, la Casa de Cultură a studenților, în București și la Festivalul Stufstock 5, în Vama Veche, unde au atras atenția formației The Dandy Warhols, invitată ca headliner. Americanii le-au dedicat ultima piesă din cadrul concertului, denumindu-i „cea mai bună trupă din România”. În toamnă, formația a trecut printr-o nouă schimbare de componență, bateristul Alex Ghiță părăsind trupa și fiind înlocuit de Paul Ballo (Go to Berlin).

### Automatic(2008-2009)

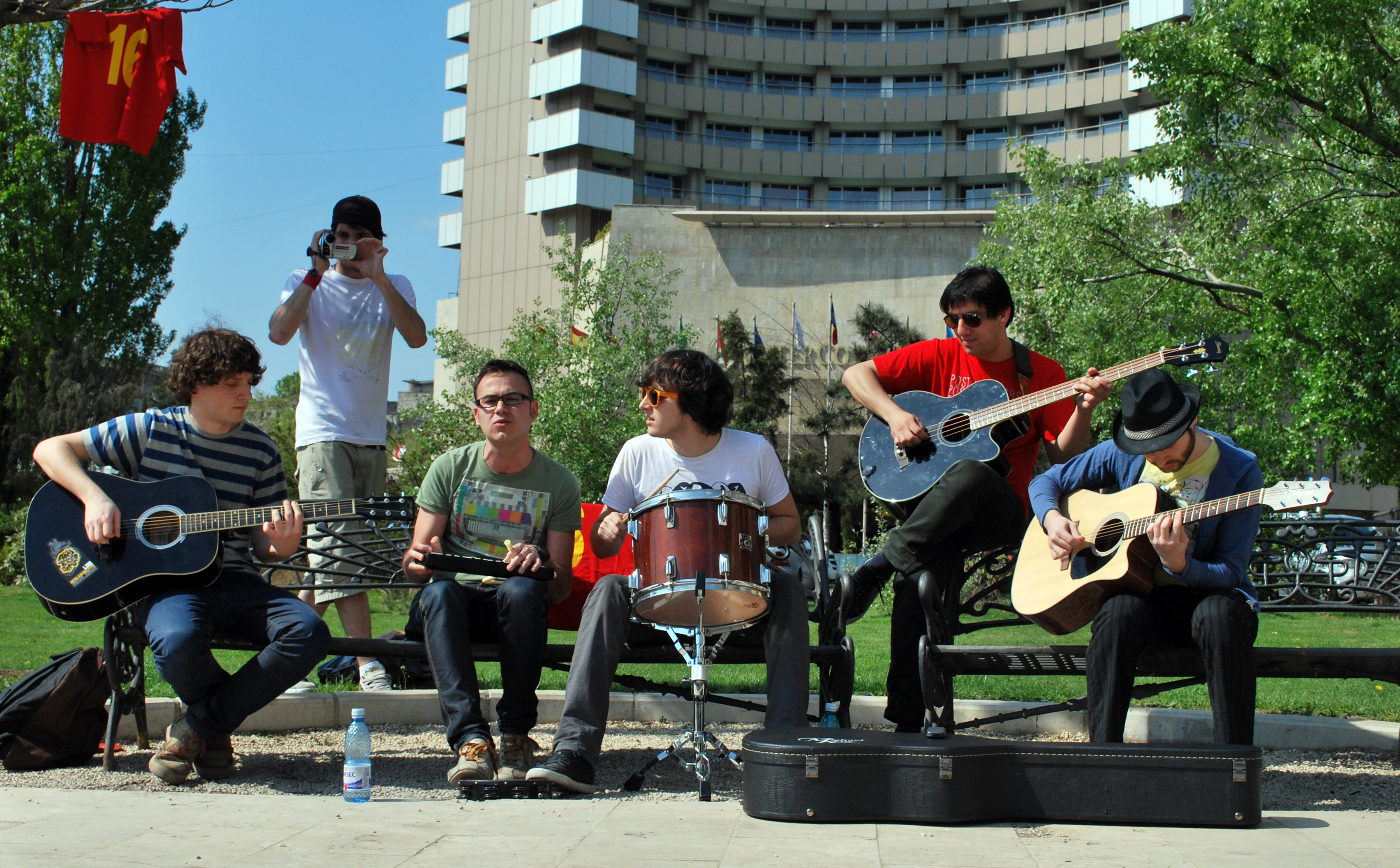
The Amsterdams la concertul din Parcul Teatrului Național din București, aprilie 2009. De la stânga la dreapta: Andrei Ungureanu, Andrei Hațegan, Vlad Stoica, Augustin Nicolae, Ovidiu Bejan.

În aprilie 2008, formația a intrat pentru a doua oară în studio pentru a înregistra toate compozițiile din repertoriu. Pe data de 28 mai a fost lansat în clubul Fire din București primul material de studio The Amsterdams, EP-ul Automatic, care conținea patru piese. EP-ul a fost comercializat în 500 de exemplare, primele 100 conținând versurile melodiilor și autografele membrilor formației. Concomitent, formația a lansat și primul videoclip, la piesa „Petrolize All Mice”.
După lansarea materialului, The Amsterdams a concertat în Franța, în cadrul festivalului Europa Vox și în Marea Britanie, la Londra, în clubul Dublin Castle. EP-ul a devenit obiectul unei campanii intense de promovare în Marea Britanie, înregistrând reacții majoritar pozitive. Piesele „Suffering And Surfing” și „Petrolize All Mice” au fost difuzate la radiouri locale, precum Cambridge University Radio, și la BBC6 Music.
În vara anului 2008, formația a fost invitată la mai multe festivaluri, printre care Peninsula,, B'ESTFEST și Stufstock, de data aceasta pe scena mare, alături de formații precum Apocalyptica și Air Traffic. Între timp, Vlad Stoica revine în formație, înlocuindu-l pe Paul Ballo.
În anul 2009, la sfârșitul lunii februarie, The Amsterdams a deschis seria de concerte live transmise pe internet de postul MTV România. În luna aprilie, formația a susținut un concert unplugged la PRO FM, în cadrul emisiunii „ProFM's Cool”, unde a interpretat în premieră piese de pe primul lor album de studio. Cu ocazia aniversării de șaisprezece ani a postului, formația a susținut un concert în aer liber, în fața Teatrului Național.

### Adolessons(2009-2010)

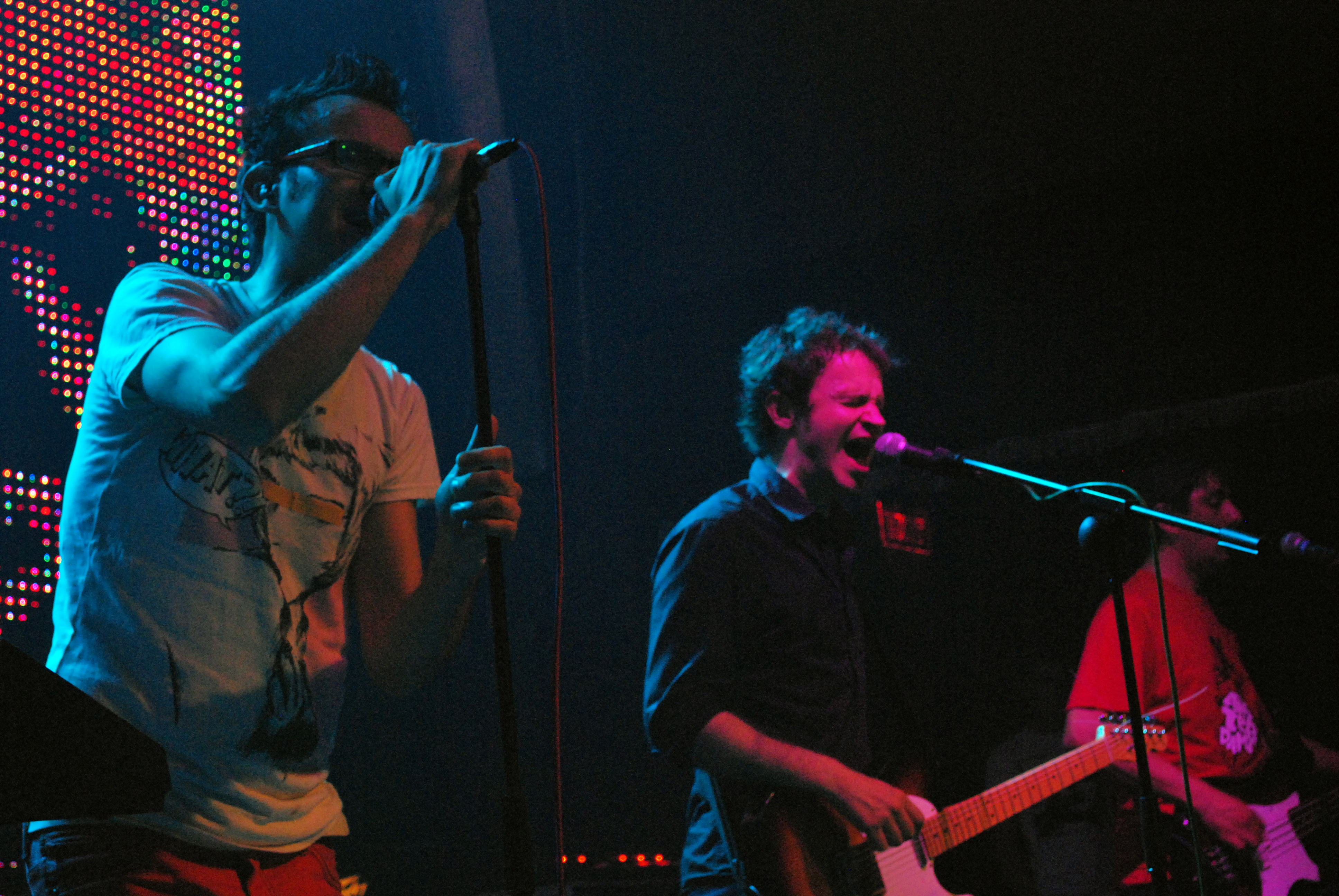
The Amsterdams la lansarea oficială a primului album, Adolessons, în Silver Church, București.

Pe data de 22 mai 2009, The Amsterdams a lansat primul album de studio, denumit Adolessons, printr-un concert la clubul Silver Church din capitală, concert ce i-a avut invitați pe Doru Trăscău (AB4, The Mono Jacks) și pe doi dintre foștii membri ai trupei, Dan Olaru și Alex Ghiță (Rain District). Formația a interpretat atât piesele de pe album, cât și piese mai vechi.
Albumul a fost produs, distribuit și editat independent, sub numele propriei lor case de discuri, Post Pop Records, fiind înregistrat în studiol ISV, mixat de Alex Dragomir la Raza Studio și masterizat de Christian Mike Sugar la CSM-Lab București. Referitor la titlu, solistul Andrei Hațegan declara:

„Noi suntem încă într-o adolescență muzicală, cântăm relativ de puțin timp, iar albumul spune povestea anilor ăștia. E ca o lecție pe care trebuie să o învățăm în adolescență, ca să ne meargă bine când ne facem mari...”

Primul extras pe single de pe album, „Chased by the Housewives”, s-a lansat împreună cu un videoclip în regia Anamariei Lazarovici, videoclip ce a fost difuzat în premieră pe site-ul MTV România. Referitor la alegerea piesei, Andrei Hațegan preciza „Am ales să facem clip la piesa asta pentru că ne place foarte mult, are până în 4 minute, deci poate fi difuzată la TV, și nu în ultimul rând, pentru ca am fost obligați.”, în timp ce basistul Augustin Nicolae specifica „Ne-am gândit noi că face parte din categoria melodiilor contagioase – le iei ca pe un guturai din pescuit în tramvai și te ține din aprilie până în august. După ce te faci bine ții, oricum, minte de la ce ai pățit-o.”
În luna septembrie, la invitația organizatorilor unei serii de petreceri dedicate trupelor promițătoare din sfera blogurilor (The Blog Parties), trupa a susținut două concerte de club în Olanda, în orașele Utrecht (club Ekko) și Amsterdam (club Winston).

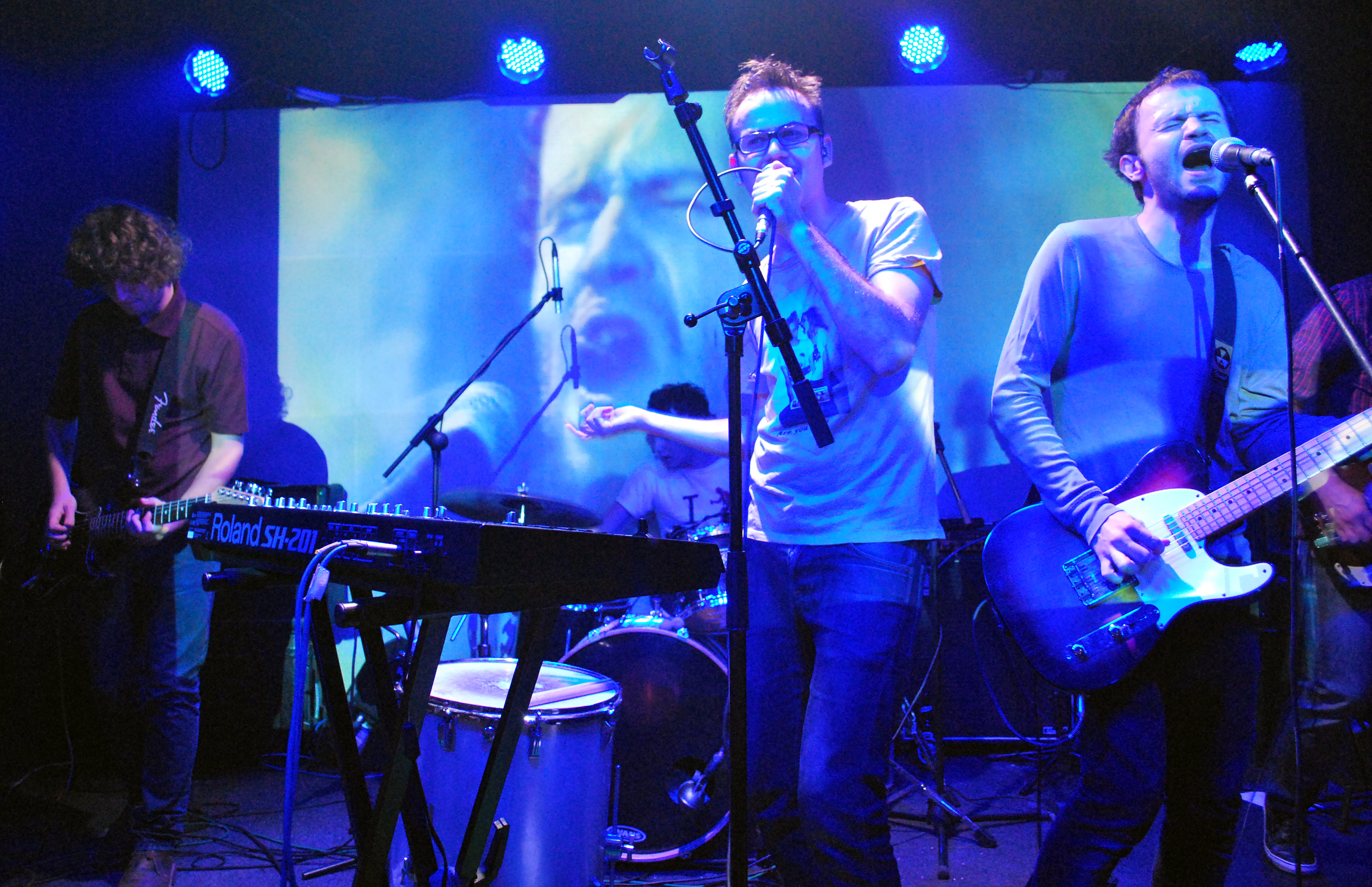
The Amsterdams cântând în deschiderea Handsome Furs, Club Control, București.

În octombrie, The Amsterdams a cântat alături de The Mono Jacks la clubul Control din București în deschiderea concertului trupei canadiene Handsome Furs, aflată la a doua vizită în România. Impresionat de prestația formației, solistul Dan Boeckner (cunoscut și pentru activitatea în Wolf Parade) a fost de acord cu o colaborare pentru piesa „Burial Ground For Two”, ce avea să fie inclusă ulterior în lista de melodii al celui de-al doilea album al formației, sub titlul „This Burial Ground's For Two”.
La începutul anului 2010, The Amsterdams a plecat în primul turneu național, HOME AND DRY TOUR 2010, concertând în luna februarie în nord-estul țării și făcând o vizită și în Republica Moldova, la Chișinău.
Pe data de 17 aprilie, formația a lansat cel de-al doilea videoclip de pe albumul de debut, la piesa „Apple”, în cadrul unei petreceri la magazinul de muzică Off the Record din București. Videoclipul, regizat de Irina Stănciulescu (Color Nurse), a fost proiectat în cadrul concertului susținut de formație în acea seară în aer liber.
În mai 2010, membrii The Amsterdams au fost invitați să cânte în deschiderea concertelor formației canadiene Wolf Parade, ce se afla într-un turneu de promovare al celui mai recent album de studio. Trupa bucureșteană a concertat la Budapesta, Praga, Salzburg, Bolonia și Torino.
În luna iunie, formația a participat la Liveland Festival, eveniment desfășurat la Arenele Romane, alături de Decomposer, Robin and the Backstabbers și The Whitest Boy Alive.
În luna iulie a aceluiași an, The Amsterdams a cântat în deschiderea concertului The Cranberries din București.
În iarnă, Vlad Stoica a părăsit din nou formația, iar componenții trupei au luat decizia să nu aducă un nou baterist și să rămână în formulă de patru.

### Electromagnetica(2011-2013)
La începutul anului 2011, The Amsterdams a terminat lucrul la cel de-al doilea album de studio, pe care l-a promovat în luna februarie printr-o serie de concerte susținute în Anglia și Scoția.
Lansarea oficială a albumului Electromagnetica a avut loc pe data de 31 martie, la clubul Kulturhaus din București. În deschidere au cântat Hot Casandra și Sophisticated Lemons. Concertul i-a avut invitați pe Electric Brother (producătorul albumului) și pe Vlad Stoica, unul din foștii bateriști al formației. Titlul albumului provenea de la numele fabricii din cartierul Rahova în incinta căreia repeta formația la acea vreme.
Albumul a fost lansat pe 1 aprilie în variantă digitală, bucurându-se de o serie de recenzii favorabile pe câteva site-uri din străinătate. Formația a descris materialul drept mai elaborat și cu mai multe elemente electronice față de albumul de debut Adolessons.
La sfârșitul lunii mai, The Amsterdams a susținut un concert în Zaragoza, Spania, în cadrul unui proiect multidisciplinar intitulat Zaragoza Latina, ce are ca scop crearea unei platforme și activități culturale concentrate pe cultura de origine latină.
Pe 31 august, formația a lansat cel de-al patrulea videoclip din carieră, la piesa „Summertime”, în regia Alinei Manolache. Piesa, care a beneficiat de aportul vocal al Roxanei Niculae de la We Singing Colors, a fost înregistrată la studioul The Great Below, mixată de Paul Ballo (Trouble Is, Hot Casandra) și masterizată de Cristian Varga. Ulterior, Andrei Hațegan a dezvăluit într-un interviu că formația intenționează să lanseze un clip și la piesa „Coalmine”.
Pe data de 8 octombrie, The Amsterdams a susținut un concert la Sala Polivalentă din București, alături de Electric Brother, Morcheeba și Parov Stelar Band.
Pe 13 iunie 2012, la 22 de ani de la mineriada din iunie 1990, formația a lansat un videoclip la piesa „Coalmine”. Videoclipul a fost realizat de piq.ro și conținea filmări din zilele mineriadei.
În luna iulie, The Amsterdams a dat startul unei campanii inedite de promovare a noului lor extras pe single, „Sunology”, pe site-ul lor oficial. Vizitatorii site-ului erau întâmpinați de un desen al membrilor formației, aflați în apa mării, și trebuia să tasteze în mod repetat O2, până când membrii formației ieșeau la suprafață din valuri, iar cântecul se auzea clar. În acel moment, vizitatorii erau invitați să descarce gratuit melodia. Concomitent, a fost lansat și un videoclip pentru piesă, ce conținea imagini din filmul „Eu, tu și Ovidiu”, în regia lui Geo Saizescu.
În septembrie, formația a fost invitată să cânte la MTV România, cu ocazia primei ediții locale a emisiunii „MTV Unplugged”. Ulterior au urmat alte câteva concerte în țară, printre care un concert în Panic! Club din București în luna noiembrie, în deschiderea lui Ken Stringfellow.
The Amsterdams a continuat să concerteze pe parcursul anului 2013, apărând la festivaluri precum Peninsula Félsziget și Focus Festival.

### Winds Apartși pregătirile pentru al patrulea album (2013-2015)
Pe data de 19 decembrie 2013, The Amsterdams a lansat primul album acustic, intitulat Winds Apart,
 alături de un videoclip pentru piesa „Where To Go”, în regia Alinei Manolache. Winds Apart conținea piese reînregistrate de pe Adolessons și Electromagnetica, excepție făcând „Crackers” și „Where To Go”. Membrii formației au declarat că lucrul la album a durat un an, și că doar cincisprezece din cele peste douăzeci de melodii înregistrate au ajuns pe varianta finală a materialului. Formația a confirmat cu această ocazie lucrul la un nou album.
În ianuarie 2014, albumul Winds Apart a fost nominalizat la Premiile Maximum Rock, categoria Best Romanian Rock Album.
The Amsterdams a petrecut prima jumătate a anului în turneul de promovare al noului album; ulterior, trupa a anunțat că este în căutare de bateriști. Koen Christiaan „Chris” Olsman a devenit membru oficial al formației la sfârșitul lunii iunie, iar câteva zile mai târziu, noul extras pe single The Amsterdams, „Twin Song”, a putut fi descărcat gratuit de pe internet.
În iulie și august, formația a bifat apariții în cadrul festivalurilor La Dâmburi (Satu Mare), Hesh Fest (Baia Mare), cLoverFest (Muscel), și Bucovina Rock Castle (Suceava).
Pe 27 august, The Amsterdams a susținut un concert acustic în cadrul evenimentului Urban Resort #2, pe terasa clubului Fabrica din București, eveniment la care au mai participat Kumm și Les Elephants Bizarres.
În luna septembrie formația a cântat la Zilele Bucureștiului, în Piața Universității, și în cadrul unei ediții speciale Funk Rock Hotel, ce s-a desfășurat la clubul Fratelli din capitală și a oferit publicului șansa de a alege formațiile participante la eveniment.
În octombrie, The Amsterdams a concertat la Londra în cadrul fEAST, primul festival românesc de muzică din Marea Britanie, alături de Robin and the Backstabbers, Omul cu Șobolani, Subcarpați și CTC.
În luna decembrie, The Amsterdams a cântat în deschiderea trupei rusești Motorama, eveniment ce a avut loc la clubul Control din capitală. Decembrie a adus de asemenea o altă nominalizare la Premiile Maximum Rock, secțiunea Best Romanian Rock Band.
Spre sfârșitul lunii, formația a plecat într-un turneu în India, ce includea Bombay, Bangalore și Chennai; primul concert a avut loc pe 27 decembrie, în cadrul Mood Indigo Festival. Membrii trupei și-au anunțat în interviuri intenția de a filma întreaga experiență.
The Amsterdams a confirmat lansarea unui nou extras pe single în primăvara lui 2015, anunțând și că noul lor album de studio avea să fie lansat în toamna aceluiași an. Ambele lansări aveau însă să fie amânate.
În luna mai, The Amsterdams a cântat alături de suedezii de la Eskobar la Arenele Romane, în deschiderea concertului formației Roxette.
Vara lui 2015 a adus o serie de concerte, membrii trupei bifând apariții în cadrul Music Travel Folk Festival de la Timișoara, Indirekt Festival (Croația), Natura Fest, Copacul cu Cărți  și Grădina cu Filme.
Pe 30 octombrie 2015, The Amsterdams a lansat un extras pe single intitulat „The Great Fire”, în cadrul unui concert ce a avut loc la clubul Bounce din capitală. Ca urmare a incendiului din clubul Colectiv, ce a avut loc în aceeași seară cu lansarea lor, The Amsterdams a postat un mesaj de susținere a victimelor pe Facebook în data de 5 noiembrie, anunțându-și atât intenția de a dona bani familiilor afectate de incendiu, cât și participarea la protestele de stradă ce aveau să fie ulterior denumite de o parte a presei Revoluția Colectiv.

### Eternity for Dummies(2016-prezent)
În ianuarie 2016, The Amsterdams a anunțat lansarea unui nou extras pe single în cadrul unui concert la clubul Fratelli din capitală.
Pe 17 februarie, formația a interpretat noua melodie, intitulată „Arrows”, în cadrul emisiunii „Neața cu Răzvan și Dani”.  Concertul din Fratelli, la care au mai participat și formațiile Robin and the Backstabbers și Byron, a avut loc pe data de 19 februarie, iar biletele au fost vândute în întregime.
La sfârșitul lunii martie, The Amsterdams a lansat videoclipul piesei „Arrows”; acesta a fost realizat de Creative Division și regizat de Andrei Lupu și Cristi Nedelciu.
Pe 12 aprilie, The Amsterdams a lansat oficial noul album de studio, intitulat Eternity for Dummies, în cadrul unui concert la clubul Control din capitală.

### Alte proiecte
Atât foștii, cât și actualii membri ai formației au avut mai multe proiecte muzicale de-a lungul timpului, unele dintre ele desfășurându-se și în prezent, în paralel cu The Amsterdams. Andrei Hațegan are un proiect denumit We Singing Colors împreună cu Roxana Niculae, pe care îl descrie pe pagina de Facebook astfel: „We play around at home and sometimes music comes out. oh, really?” („Ne facem de lucru pe acasă și câteodată din asta iese muzică. pe bune?”) Andrei Ungureanu a activat în trupa Nebulosa, alături de Noamme Elisha și Vladimir Proca (Robin and the Backstabbers) cu care a scos și un EP în ianuarie 2011, intitulat Chimes.
Basistul Augustin Nicolae a cântat și în The Division of Joy, o formație tribut Joy Division, cu Gabi „Pipai” Andrieș la voce, Janin Pasniciuc (Dekadens, ex-AB4, ex-Zebre) la chitară și Paul Neacșu la baterie. Începând cu iulie 2014, Nicolae a devenit component This Order, o nouă formație tribut Joy Division; el este de asemenea membru în formația Dekadens.
Ovidiu Bejan și Vlad Stoica fac parte dintr-un proiect denumit Coughy. Formația, al cărei stil muzical este descris drept „Experimental Shoegaze Screengaze Electronica Noise Neo-Post-Rock” pe pagina oficială de Facebook, a lansat deja un album de studio.
Paul Ballo este cunoscut și pentru activitatea în Go to Berlin și Kumm, și pentru proiectele Hot Casandra și Trouble Is, acesta din urmă cu fostul coleg din Go to Berlin, Matei Țeposu.

## Discografie

### Albume
- Adolessons (2009)
- Electromagnetica (2011)
- Winds Apart (2013)
- Eternity for Dummies (2016)

### EP-uri
- Automatic (2008)

## Membri

### Membri actuali
- Andrei Hațegan - voce, clape (2005-prezent)
- Andrei Ungureanu - chitară (2005-prezent)
- Ovidiu Bejan - chitară, clape, voce (2006-prezent)
- Dragoș Crifca - chitară bas (2017-prezent)
- Gabriel Ciocan - baterie (2017-prezent)

### Foști membri
- Dan Olaru - chitară bas (2005-2006)
- Alex Ghiță - baterie (2006-2007)
- Paul Ballo - baterie (2007-2008)
- Vlad Stoica - baterie (2005-2006; 2008-2010)
- Chris Olsman - baterie (2014-2016)
- Augustin Nicolae - chitară bas (2006-2017)

## Premii și nominalizări
| Anul                     | Categoria                | Piesa/Albumul | Rezultatul   |
| ------------------------ | ------------------------ | ------------- | ------------ |
| Maximum Rock Awards 2013 |                          |               |              |
| 2014                     | Best Romanian Rock Album | Winds Apart   | Nominalizare |
| Maximum Rock Awards 2014 |                          |               |              |
| 2015                     | Best Romanian Rock Band  |               | Nominalizare |